# Fujitsu
Fujitsu Limited (яп. 富士通株式会社, Фудзицу кабусикигайся) (TYO: 6702) — крупная японская корпорация, производитель электроники и ИТ-компания. Работает на глобальном уровне, имеет дочерние подразделения во всём мире.

## История
В 1923 году была основана японская компания Fuji Denki Seizō K.K.}, англ. Fuji Electric Company) — совместное предприятие по выпуску электрического оборудования Siemens AG и Furukawa Denki Kōgyō. Позднее, в 1984 году, эта компания стала называться Fuji Electric.
20 июня 1935 года из состава Fuji Denki Seizō K.K. выделилась компания Fuji Tsūshinkiki Seizō (англ. Fuji Telecommunications Equipment Manufacturing), занимавшаяся оборудованием для телефонии и ставшая впоследствии компанией Fujitsu.
Компания тесно сотрудничала с концерном Siemens AG. В апреле 1978 года между компаниями было заключено соглашение о совместном производстве компьютеров, а в 1999 году была создана дочерняя компания Fujitsu Siemens Computers.
В 2008 компания Siemens заявила, что компьютерный бизнес не является для компании профильным, и вышла из предприятия. Соответственно, Fujitsu выкупила долю партнёров за 450 млн € и получила в наследство все региональные офисы и штат сотрудников Fujitsu Siemens Computers. С 1 апреля 2009 года компания называется Fujitsu Technology Solutions и специализируется на ИТ-решениях.

## История логотипа
Исторически компания Fujitsu была основана под именем «Fuji Tsushinki Manufacturing Corporation» как отделение коммуникационного подразделения компании Fuji Electric, и логотип представлял собой комбинацию букв «f» и «s».
Почему именно этих букв? — «Fu» от слова Furukawa и «Ji» от слова Siemens (в японском произношении).
С момента образования компании в 1935 году до наших дней логотип неоднократно видоизменялся,
а с выходом компании на глобальный рынок был создан его современный дизайн, легко читающийся
на разных языках мира.
Знак бесконечности, размещённый над буквами «j» и «i», объединяет в себе образы Земли и Солнца и символизирует Вселенную с безграничными возможностями, а фирменный ярко-красный цвет выражает энтузиазм по отношению к будущему и готовность прийти на помощь.

## Структура
В состав группы Fujitsu (Fujitsu Limited) на 31 марта 2010 года входят 540 дочерних компаний и ещё 20 совместных предприятий.
Основными компаниями группы являются:
| Регион                                | Компании |
| Япония                                | - Shinko Electric Industries Co., Ltd. - NIFTY Corporation - Fujitsu Component Limited - Fujitsu Broad Solution & Consulting Inc. - Fujitsu Frontech Limited - FDK Corporation - Shimane Fujitsu Limited - PFU Limited - Fujitsu Isotec Limited - Fujitsu IT Products Limited - Fujitsu FIP Corporation - Fujitsu FSAS Inc. - Fujitsu Electronics Inc. - Fujitsu Laboratories Ltd. - Fujitsu Telecom Networks Limited - Fujitsu TEN Limited - Fujitsu Personal System Limited - Fujitsu Business Systems Ltd. - Fujitsu Microelectronics Limited - Fujitsu Mobile-phone Products Ltd. |
| EMEA (Европа, Ближний Восток, Африка) | - Fujitsu International Finance (Netherlands) B.V. - Fujitsu Services Holdings PLC - Fujitsu Technology Solutions (Holding) B.V. |
| Америки (Северная и Южная)            | - Fujitsu America, Inc. - Fujitsu Management Services of America, Inc. - Fujitsu Network Communications, Inc. |
| Азия, Австралия и прочие регионы      | - Fujitsu Asia Pte Ltd - Fujitsu Australia Limited - Fujitsu Microelectronics Asia Pte. Ltd. |

## Собственники
Согласно данным ежегодного отчёта компании за 2010 год, по состоянию на 31 марта 2010 года, структура собственников Fujitsu следующая:
- Японские финансовые институты — 25,52 %
- Прочие японские корпорации — 13,55 %
- Иностранные собственники (юридические и физические лица) — 37,35 %
- Японские физические лица, прочие — 23,58 %

Наиболее крупными акционерами (по тем же данным) являются:
- Fuji Electric Systems Co., Ltd. — 5,41 %
- State Street Bank and Trust Company — 4,76 %
- Fuji Electric Holdings Co., Ltd. — 4,64 %
- Japan Trustee Services Bank, Ltd. — 4,45 %
- The Master Trust Bank of Japan, Ltd. — 4,13 %
- Japan Trustee Services Bank, Ltd. — 2,02 %
- Asahi Mutual Life Insurance Company — 2,0 %

## Показатели деятельности
|                                                             | 2007 год | 2008 год | 2009 год  | 2010 год |
| ----------------------------------------------------------- | -------- | -------- | --------- | -------- |
| Выручка, млн $                                              | 43 222   | ▲ 53 309 | ▼ 47 888  | ▲ 50 317 |
| Операционная прибыль, млн $                                 | 1 543    | ▲ 2 050  | ▼ — 702   | ▲ 1 015  |
| Чистая прибыль, млн $                                       | 868      | ▼ 481    | ▼ — 1 147 | ▲ 1 001  |
| Примечание. Финансовый год в Японии заканчивается 31 марта. |          |          |           |          |

## Продукты и решения
- Серверы PRIMERGY.
- Системы хранения данных ETERNUS.
- Персональные системы:
  - Ноутбуки, планшетные ПК и ноутбуки-трансформеры LIFEBOOK
  - Нулевые клиенты Fujitsu ZeroClient
  - Тонкие клиенты FUTRO
  - Персональные компьютеры ESPRIMO
  - Рабочие станции Fujitsu CELSIUS
  - Периферия
  - Автомобильные усилители звука

## Fujitsu в России
Официально представлена компанией Fujitsu Technology Solutions. С июня 2009 глава представительства Fujitsu Technology Solutions в России и странах СНГ — Виталий Фридлянд.
Также Fujitsu Technology Solutions до 2013 г. принадлежал контрольный пакет казанского системного интегратора «ICL-КПО ВС».
14 марта 2022 года Fujitsu объявила о прекращении предоставления сервисных услуг из РФ в связи с действиями России на Украине.